# Harrisonville
La ville de Harrisonville est le siège du comté de Cass, situé dans l’État du Missouri aux États-Unis. Lors du recensement de 2010, elle comptait 10 019 habitants.